# Isostenosmylus fasciatus
Isostenosmylus fasciatus är en insektsart som beskrevs av Douglas E. Kimmins 1940. Isostenosmylus fasciatus ingår i släktet Isostenosmylus och familjen vattenrovsländor. Inga underarter finns listade i Catalogue of Life.